# Джиммі Мюррісон
Джиммі Мюррісон (нар. 8 листопада 1964, Абердин) — шотландський соло-гітарист, учасник гурту Nazareth.

## Біографія
Народився в Абердіні, Шотландія, Меррісон грав із групою «Trouble in Doggieland» (одним із учасників якої був син Піта Агню Лі), перш ніж прийняти запрошення приєднатися до Nazareth у 1994 році, замінивши Біллі Ранкіна. Він став постійним гітаристом групи.
Альбоми, які Меррісон випустив із Nazareth, включають Boogaloo (1998), The Very Best of Nazareth (2001), Homecoming (2002), Alive &amp; Kicking (2003), Maximum XS: The Essential Nazareth (2004), Golden Hits Nazareth (2004), Live in Brazil (2007), The Newz (2008), Big Dogz (2011), Rock 'n' Roll Telephone (2014) і Tattooed on My Brain (2018).
Меррісон працює в Nazareth з 1994 року, що робить його найдовшим гітаристом групи, член-засновник Менні Чарлтон (1968—1990), який пережив 22 роки.